# Cairo Communication
Cairo Communication S.p.A. è una società per azioni italiana costituita nel 1995, capofila di un gruppo di aziende che operano nel settore editoriale.
La società è quotata negli indici FTSE Italia Small Cap e FTSE Italia STAR della Borsa Italiana.

## Storia

### Fondazione ed espansione
Nel 1995 Urbano Cairo, attraverso una finanziaria da lui controllata denominata «Cairo Partecipazioni s.r.l.», costituisce la «Cairo Pubblicità s.r.l.».
La compagnia avvia la propria attività ai primi del 1996, quando acquisisce dal gruppo RCS la concessione in esclusiva della vendita degli spazi pubblicitari sui periodici «Io Donna», «Oggi» e «TV Sette» (quest'ultima poi sostituita con i periodici «Visto» e «Novella 2000» nell'agosto 1998).
Nel 1997 rileva la «Gestione Prodotti Alimentari s.r.l.» (Gespal), la prima società fondata da Urbano Cairo nel 1984, di proprietà del gruppo Yomo. In conseguenza dell'acquisizione, la società cambia denominazione in «Cairo Due s.r.l.», che verrà nuovamente cambiata successivamente, con la trasformazione in S.p.A., nell'attuale «Cairo Communication». Con una politica di successive acquisizioni societarie, il gruppo Cairo amplia progressivamente la propria attività alla pubblicità statica negli stadi (è del 1997 l'accordo con Roma e Società Sportiva Lazio per la pubblicità nello Stadio Olimpico), alla pubblicità televisiva e agli spazi pubblicitari su Internet, mercato in Italia ancora sul nascere.

### Editoria
Nel febbraio 1999 acquista per 15 miliardi di lire la «Giorgio Mondadori e Associati», casa editrice fondata da Giorgio Mondadori, che edita le riviste Bell'Italia, Bell'Europa, Airone, In Viaggio, Gardenia, Arte e Antiquariato. Cairo trova una gestione in perdita.
Nel 2000 Cairo Communication viene quotata alla Borsa di Milano nell'allora Nuovo Mercato. Successivamente, grazie anche ai mezzi finanziari raccolti con la quotazione in Borsa, il gruppo effettua nuove acquisizioni e nel 2003 avviene la fondazione della nuova casa editrice «Cairo Editore S.p.A.», che rileva tutti i libri e le riviste della Giorgio Mondadori. 
Il marchio «Giorgio Mondadori» è tuttora attivo nella pubblicazione di cataloghi d'arte. Oltre ai marchi acquistati, Cairo Editore fonda anche nuove riviste. Le prime due hanno come direttore editoriale Andrea Biavardi: sono i mensili «For Men Magazine» e «Natural Style» (2003).
Nel 2004 vengono immessi sul mercato nuovi settimanali popolari («Settimanale Dipiù» e «Diva e Donna») affidati alla direzione di due esperti come Sandro Mayer e Silvana Giacobini. Dopo di essi nascono: «TVMia» (2008), «Nuovo» ed «F» (2012), «Giallo» (2013), «Nuovo TV» (2015) ed «Enigmistica Più» (2016). Attualmente, oltre alle riviste del gruppo, Cairo Pubblicità ha in concessione il mensile «Prima Comunicazione».
Nel maggio 2016 il gruppo lancia un'offerta pubblica di scambio e acquisto (OPAS) delle azioni di RCS MediaGroup, il primo gruppo editoriale italiano nel settore dei periodici e il secondo nel settore dei libri. Il 15 luglio Cairo vince con il 48,8% contro la cordata concorrente (International Media Holding, guidata da Andrea Bonomi, si ferma al 37,7%).
Oggi Cairo Communication è la società vertice di un gruppo comprendente RCS, Cairo Editore, altre società dell'editoria e società attive nei diversi settori della raccolta pubblicitaria: stampa quotidiana e periodica, libri, pay tv e canali tv tematici.
Nel dicembre 2020 Cairo Communication e Rcs sottoscrivono un accordo per un’operazione di collaborazione societaria e commerciale: Rcs e Cairo Pubblicità conferiranno in una nuova società, CairoRcs Media, i rami d’azienda delle attività di raccolta pubblicitaria per le testate cartacee e online di Rcs in Italia e le testate cartacee, televisive e online di Cairo Editore e LA7, e per alcuni mezzi di terzi. Ad oggi il gruppo Cairo Communication di Cairo controlla il 59,69% di Rcs e il 100% di Cairo pubblicità.
Nel marzo 2024 vengono chiuse cinque testate, che hanno fatto perdere complessivamente a Cairo Editore 15 milioni di euro: Airone, For Men, In Viaggio, Bell'Europa e Antiquariato.

### Televisione
Nel 1997 Urbano Cairo acquisisce Telepiù Pubblicità S.p.A., concessionaria esclusiva di Telepiù, la prima tv a pagamento italiana, fondata nel 1990 dalla Fininvest; Cairo entra nel mercato pubblicitario del settore televisivo. Nel 2002 stipula con la Seat Pagine Gialle il contratto in esclusiva per la raccolta pubblicitaria di LA7, all'epoca di proprietà di Telecom Italia.
Nel 2013 il gruppo industriale presenta un'offerta di acquisto per LA7 e LA7d, la quale viene accettata come base per una trattativa esclusiva. La trattativa per l'acquisizione avviene ufficialmente il 4 marzo 2013.
Il 9 giugno 2015 inizia la sperimentazione del multiplex televisivo Cairo Due.

#### Attive
| Logo           | Nome              | Inizio trasmissioni | Numerazione LCN    | Numerazione LCN | Numerazione LCN | Streaming |
| Logo           | Nome              | Inizio trasmissioni | Digitale terrestre | Tivùsat         | Sky             | Streaming |
| -------------- | ----------------- | ------------------- | ------------------ | --------------- | --------------- | --------- |
|                | LA7               | 24 giugno 2001      | No                 | No              | No              | No        |
| LA7 HD         | 29 settembre 2010 | 7, 107 e 507        | 7, 107 e 507       | 107             | Si              |           |
|                | LA7d              | 22 marzo 2010       | No                 | No              | No              | No        |
| LA7d HD        | 29 settembre 2015 | 29, 229 e 529       | 29                 | 161             | Si              |           |
|                | CACCIA e Pesca    | 6 novembre 2004     | 888                | No              | 235             | No        |
| Caccia e PESCA | 1º ottobre 2009   | No                  | No                 | 236             | No              |           |

#### Chiuse
| Logo   | Nome             | Inizio trasmissioni | Fine trasmissioni |
| ------ | ---------------- | ------------------- | ----------------- |
|        | Lei              | 25 gennaio 2009     | 1º luglio 2020    |
| Lei +1 | 1º novembre 2012 |                     | 1º luglio 2020    |
|        | Dove TV          | 18 febbraio 2010    | 1º luglio 2020    |

## Dati legali e iscrizioni
- Denominazione: Cairo Communication
- Sede legale: Via Tucidide 56 - 20134 Milano
- Codice fiscale: 07449170153

## Consiglio d'amministrazione
Consiglio d'amministrazione di Cairo Communication in carica al 24 gennaio 2021:
- Presidente: Urbano Cairo
- Amministratore delegato: Uberto Fornara
- Consigliere: Stefania Bedogni
- Consigliere: Laura Maria Cairo
- Consigliere: Paola Mignani
- Consigliere: Marco Pompignoli
- Consigliere: Roberto Cairo
- Consigliere: Daniela Bartoli
- Consigliere: Massimo Ferrari
- Consigliere: Giuseppe Brambilla

## Azionariato
L'azionariato comunicato alla Consob, in data 08/06/2023, è il seguente:
- Urbano Cairo: 67,371%
  - U.T. Communications: 57,770%
  - Urbano Cairo: 9,601%
- Altri azionisti: 32,629%

## Principali partecipazioni
- Cairo Editore S.p.A. - Milano - 99,95%
  - Edizioni Anabasi s.r.l. - Milano - 100%
- RCS MediaGroup - Milano - 59,69%
- LA7 S.p.A. - Roma - 100%
- Cairo Network s.r.l. - Milano - 100%
- CairoRcs Media S.p.A. - Milano - 100%[13]
- Cairo Publishing S.r.l. - Milano - 100%
- Il Trovatore (motore di ricerca) - Milano - 80%
- Diellesei S.p.A. - Milano - 60% in liquidazione

## Dati economici e finanziari
Dal bilancio al 30 settembre 2007, il gruppo Cairo Communication ha un capitale investito consolidato di circa 201,2 milioni di Euro, con un patrimonio netto di circa 85,7 milioni di Euro, un fatturato consolidato di circa 233,2 milioni di Euro ed un utile netto consolidato di circa 12,5 milioni di Euro.
Per quanto riguarda la sola capogruppo, il capitale investito ammonta a circa 176,3 milioni di Euro, con un patrimonio netto di circa 93,2 milioni di Euro, un fatturato di circa 155,9 milioni di Euro ed un utile netto di circa 12 milioni di Euro.
Nell'esercizio chiuso al 30 settembre 2007 il gruppo Cairo Communication ha occupato mediamente 264 dipendenti, di cui 29 in organico alla capogruppo.